# Opel Olympia

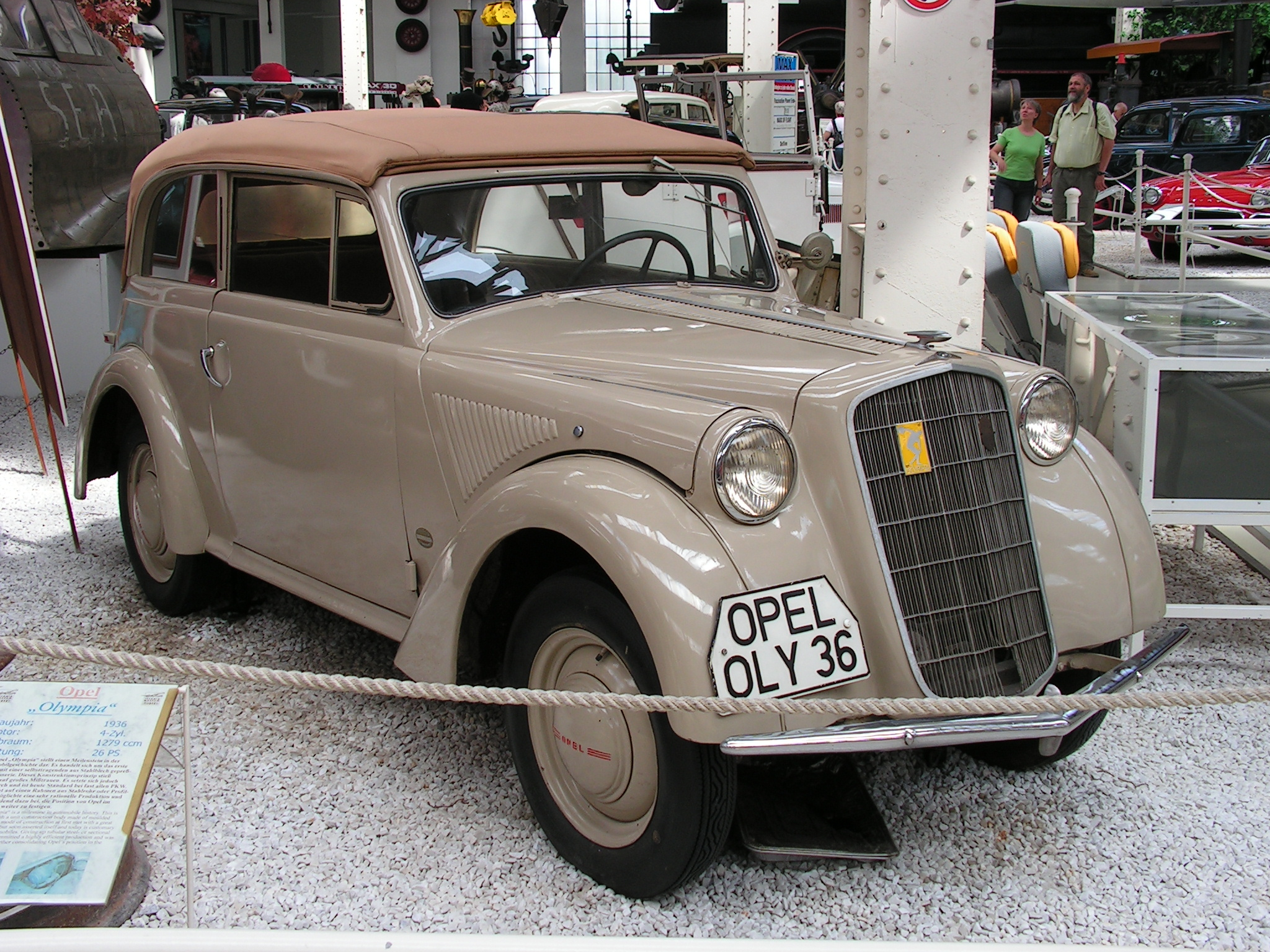
Opel Olympia Cabriolet coach uit 1936

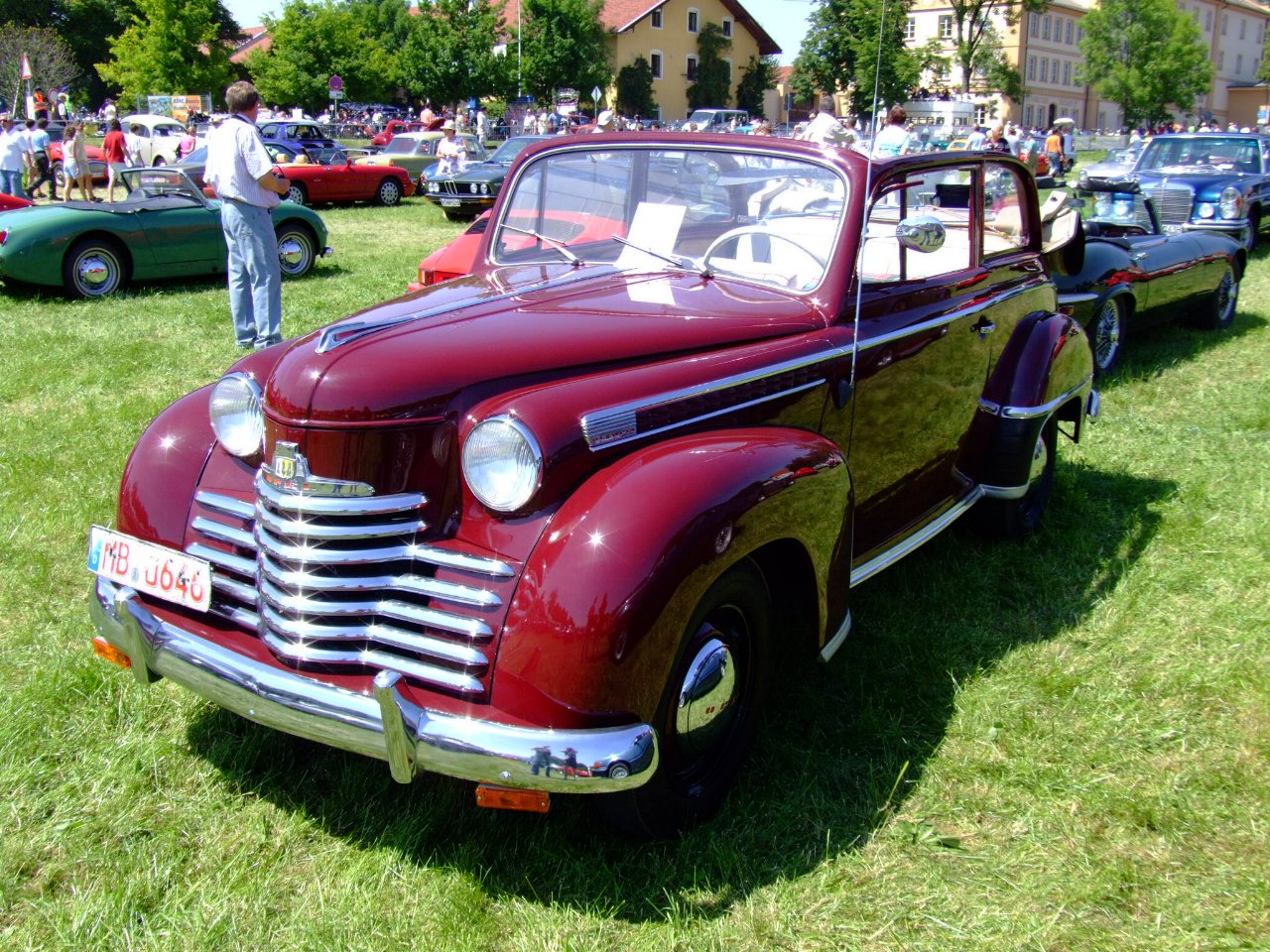
Opel Olympia cabrio 1951

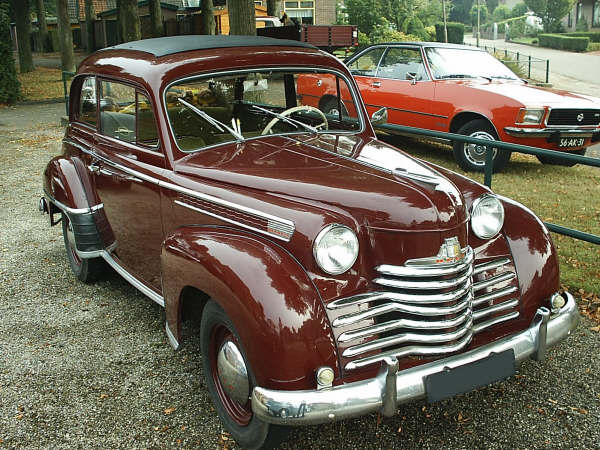
Opel Olympia uit 1952

De Opel Olympia was de eerste auto van Opel die op grote schaal geproduceerd werd. De Olympia werd geïntroduceerd op de Internationale Automobilausstellung in 1935 voor de prijs van 2500 Reichsmark en is vernoemd naar de Olympische Spelen die een jaar later in Berlijn zouden worden gehouden. De auto was ondanks de nasleep van de crisis van de jaren dertig een groot succes.
Ook in technisch opzicht was de Olympia een bijzondere auto. De Opel Olympia was een van de eerste productieauto's met een geheel zelfdragende carrosserie, wat voordeel had ten aanzien van het gewicht en veiligheid: de Olympia was een van de allereerste auto's met kreukelzones.
Twee modellen zijn van de eerste serie uitgebracht, de Cabrio-Limousine en de Limousine, beide met een 1,3 liter viercilindermotor van 18 kW. De topsnelheid was 95 km/h. De productie van de eerste serie liep tot 1940; daarna schakelde Opel geheel over op oorlogsproductie.

## Opel Olympia na de oorlog
Na de Tweede Wereldoorlog kwam de productie van Opels langzaam op gang. In 1947 zag de Opel Olympia opnieuw het levenslicht, nog steeds volgens het oude, eerste, model maar nu met een 1500cc motor van 37 pk. Hiervan zijn er nog 3000 gemaakt.
In 1951 kwam een vernieuwde versie uit, gebaseerd op het vooroorlogse model. Het front was nu, net als dat van de Opel Kapitän, zwaar verchroomd. De spatborden waren gewijzigd en het reservewiel verhuisde van de achterklep naar de kofferbak. De motor leverde 5 pk extra. De vierversnellingsbak met vloerschakeling werd vervangen door een drieversnellingsbak met pook aan het stuur. Hieruit bleek duidelijk de invloed van moederbedrijf General Motors. Ook deze Olympia was een groot succes.
De Opel Olympia werd uiteindelijk opgevolgd door de Opel Olympia Rekord in 1953, met grotendeels dezelfde techniek in een moderne pontoncarrosserie.

## Opel Olympia A

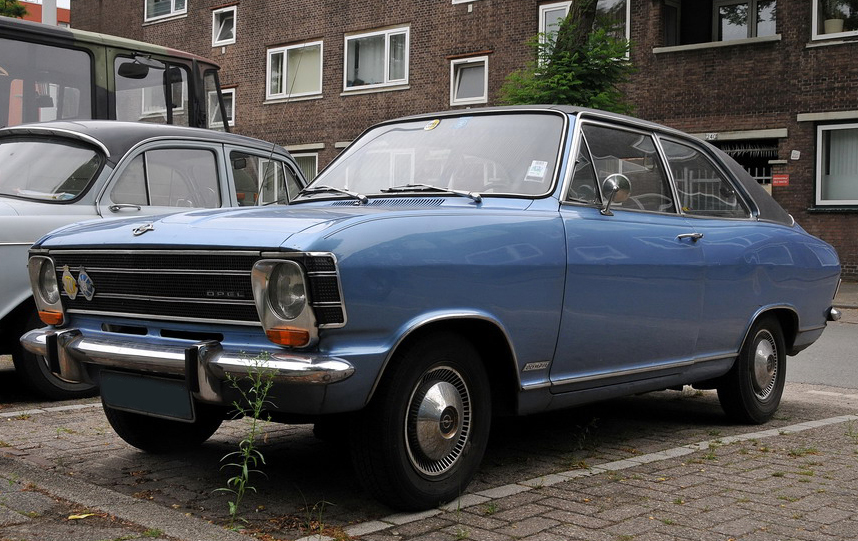
Opel Olympia A uit 1968

In 1967 nam Opel de naam Olympia opnieuw in gebruik.  De Olympia A was een meer luxueuze uitvoering van de Opel Kadett B. Deze wagens werden vaak met een zwart vinyl dak geleverd om het onderscheid met de goedkopere Kadett groter te maken. De Olympia A werd in 1970 uit productie genomen en vervangen door de Opel Ascona.